# Cannstatter Wasen

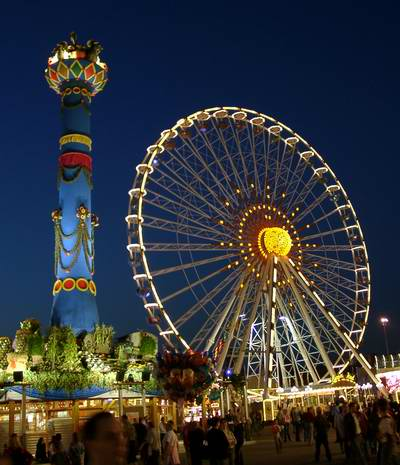
Fruchtsäule mit Riesenrad

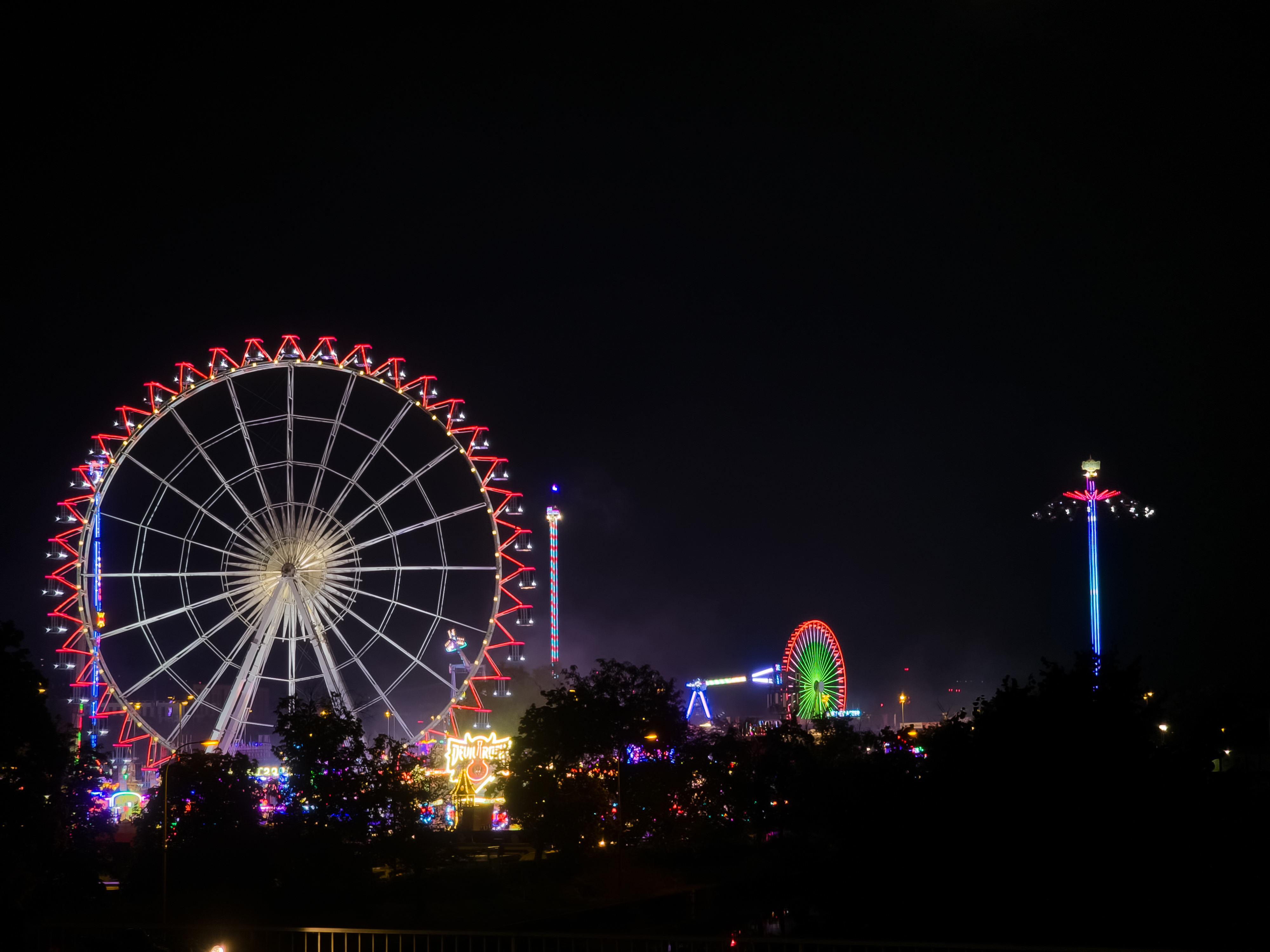
Cannstatter Volksfest des Jahres 2023 bei Nacht, von der König-Karls-Brücke aus gesehen

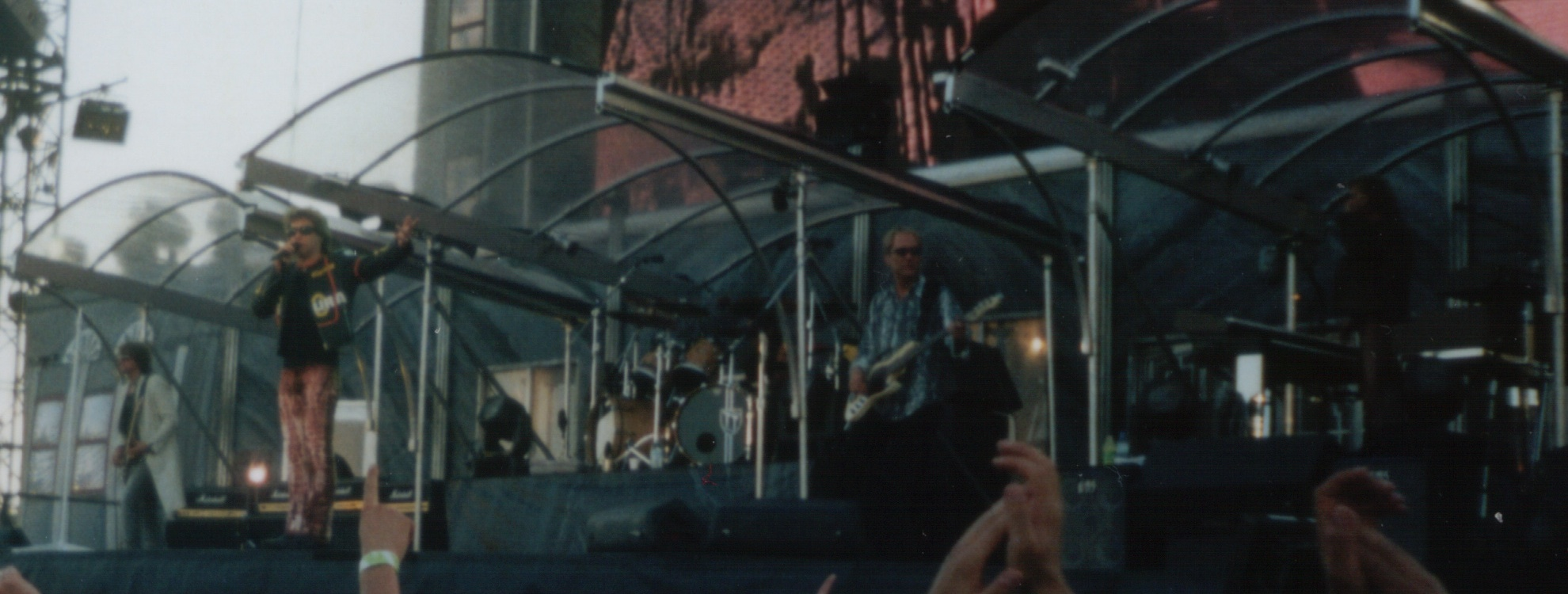
Bon Jovi live auf dem Cannstatter Wasen am 22. Juni 2001

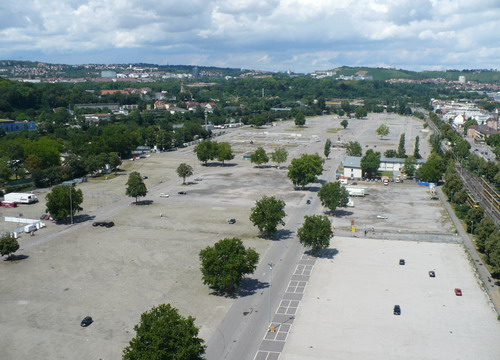
Cannstatter Wasen

Der Cannstatter Wasen ist ein 35 Hektar großes Festgelände am Ufer des Neckars im Stuttgarter Stadtbezirk Bad Cannstatt. Der Name des Geländes ist eine Bezeichnung für ein Grünland. Umgangssprachlich wird der Begriff auch als Synonym für die beiden großen Volksfeste verwendet, das Cannstatter Volksfest und das Stuttgarter Frühlingsfest, die alljährlich auf dem Festgelände stattfinden. Der Cannstatter Wasen feierte 2018 sein 200. Jubiläum als Fest- und Ausstellungsgelände.
Der Cannstatter Wasen ist Teil des Veranstaltungsgeländes Neckarpark. Bis 2005 wurde die Bezeichnung „Cannstatter Wasen“ noch offiziell für dieses Gesamtgelände verwendet. Der Neckarpark bildet den größten Teil des Bad Cannstatter Stadtteils Wasen mit 35 Einwohnern (Stand: Mai 2005), zu dem außerdem noch ein Teil des Mercedes-Benz-Werkes Untertürkheim gehört.

## Nutzung
Auf dem Wasen finden neben den beiden Volksfesten in unregelmäßigen Abständen zahlreiche weitere Veranstaltungen, wie Zirkusvorstellungen, Sport- und Landwirtschaftsmessen, insbesondere das landwirtschaftliche Hauptfest sowie Freiluftkonzerte statt. Bei anderen Veranstaltungen im Neckarpark wird das Festgelände als Parkplatz genutzt.
Im Jahr 1907 fand hier ein internationales Massentreffen für Völkerfrieden und Volksbefreiung zu Beginn des Sozialistenkongresses in Stuttgart statt, an dem 60.000 Menschen teilnahmen. Zu Beginn der Verkehrsluftfahrt diente der Cannstatter Wasen auch mehrere Jahre als Flugplatz und Zeppelin-Landeplatz der Stadt Stuttgart. Im Jahr 1911 startete Ernst Heinkel von hier mit einem selbstkonstruierten Flugzeug, 1919 wurde ein Landeplatz angelegt. Von 1921 bis 1924 führte Paul Strähle vom Wasen aus Postflüge durch; ein regelmäßiger ziviler Flugbetrieb fand nicht statt. Ab 1925 wurde für alle Flüge der Flughafen Böblingen genutzt.
Auf dem Wasen 2015 fielen 56 Tonnen Müll an.

## Verkehrsanbindung
Auf dem Gelände befindet sich die Haltestelle Cannstatter Wasen, welche von der Stadtbahn Stuttgart mit der Linie U19 unter der Woche und der U11 bei Veranstaltungen bedient wird.

## Regelmäßige Großveranstaltungen
- Stuttgarter Frühlingsfest im April
- Stuttgart-Lauf mit Halbmarathon im Juni
- Kessel Festival im Juni
- Cannstatter Volksfest Ende September
- Weltweihnachtscircus Dezember/Januar
- Circus Krone